# Lycée Les Bourdonnières
Le lycée Les Bourdonnières est un établissement français d'enseignement secondaire général, technologique et professionnel situé à Nantes (Loire-Atlantique), dans le quartier Nantes Sud. Il dépend administrativement des Pays de la Loire et de l'Académie de Nantes.

## Localisation
L'établissement est situé dans le quartier Nantes Sud, à la limite de Vertou, rue de la Perrière, entre la route de Clisson et le boulevard de Vendée, non loin de la Sèvre nantaise et de l'ancien village de Sèvre. C'est l'unique lycée nantais se trouvant au sud de la Loire.
Il est accessible via le      4   et les     30  et   42  à la station Bourdonnières.

## Dénomination
Il a été bâti au lieu-dit les Bourdonnières, mot qui à l'origine désignait une étendue de petites parcelles de jardins et de vignes, et deux terres maraîchères (le long de l'actuelle rue de la Perrière).
Le lycée est communément appelé Les Bourds’.

## Classement du Lycée
En 2015, le lycée se classe 20e sur 46 au niveau départemental quant à la qualité d'enseignement, et 840e sur 2311 au niveau national. Le classement s'établit sur trois critères : le taux de réussite au bac, la proportion d'élèves de première qui obtient le baccalauréat en ayant fait les deux dernières années de leur scolarité dans l'établissement, et la valeur ajoutée (calculée à partir de l'origine sociale des élèves, de leur âge et de leurs résultats au diplôme national du brevet).

## Historique
L'établissement naît le 14 janvier 1966 sur accord de l'inspecteur d'académie : il doit proposer aux élèves un second cycle classique, moderne et technique commercial. En même temps, est créé un collège d'enseignement technique (CET) à construire auprès du lycée. Pour le financement, les communes concernées par le projet constituent, le 22 novembre 1966, le Sivom de la rive sud de la Loire  et se répartissent les charges correspondant aux dépenses non prises en charge par l'État : Nantes (83 % du montant), Rezé, Vertou et Saint-Sébastien-sur-Loire.
Le lycée est prévu pour 1 340 élèves, et le CET pour 216. Les architectes disposent d'un terrain de 80 000 m2. Après des expropriations complexes, le projet est réalisé et le lycée ouvre ses portes en 1972. Il est constitué de cinq bâtiments avec armature de fer et béton. Le choix a été fait de ne pas construire en hauteur pour ne pas dénoter dans le paysage environnant. Michèle Goalard, sculpteur parisien, chargée du « 1 % artistique », construit les bancs et une sphère de béton dans la cour. Il y avait initialement des murets permettant aux élèves de se protéger du vent, mais ils ont été supprimés lors de la rénovation de 2008.
L'ensemble forme une cité scolaire générale, technologique et professionnelle. En 1988, elle s'enrichit d'une structure d'intégration pour élèves handicapés, puis il bénéficie de l'intervention de l’Association pour adultes et jeunes handicapés (APAJH). Entre 2004 et 2008, une restructuration complète des locaux est entreprise, ce qui aboutit à la mise en service d'un espace de restauration, d'une salle polyvalente, d'un centre de soins modernisé avec balnéothérapie et d'un centre de documentation et d'information de 800 m2.
La mise en service du Busway en novembre 2006 permet une meilleure desserte du lycée par les transports en commun et atténue son relatif isolement par rapport aux autres établissements nantais. En septembre 2007, le lycée professionnel est intégré au lycée général et technologique, d'où la nouvelle désignation : lycée polyvalent les Bourdonnières.

## Enseignement
Source : Académie de Nantes.

### Second cycle
Baccalauréat général
- Arts – Arts plastiques
- Sciences économiques et sociales
- Histoire-géographie - géopolitique et sciences politiques
- Humanités, littérature et philosophie
- Langues, littératures et cultures étrangère
- Littérature, langues et cultures de l’Antiquité
- Mathématiques
- Numérique et sciences informatiques
- Physique-Chimie
- Sciences de la vie et de la Terre

Baccalauréat technologique
- Bac. sciences et technologies du management et de la gestion (1res STMG).
- Bac. sciences et technologies de la santé et du social (ST2S).

Baccalauréat professionnel
- Baccalauréat Professionnel Métiers de la vente et du commerce
- Baccalauréat Professionnel Gestion Administration
- Baccalauréat Professionnel Logistique
- Baccalauréat Professionnel Transport

### Après le baccalauréat
Brevet de technicien supérieur (BTS).
-BTS GTLA et MCO

### Langues
- Allemand langue vivante 1 (LV1), langue vivante 2 (LV2), langue vivante (LV) renforcé, lettre étrangères.
- Anglais LV1, LV2, LV renforcé.
- Espagnol LV2, LV2 corresp, LV renforcé.
- Latin
- Italien LV3.

### Options
- Arts plastiques.
- Arts visuels.
- Principes fondamentaux de l'Économie et de la Gestion.
- Sciences Economiques et Sociales.
- Éducation physique et sportive de complément.
- Informatique de gestion et communication.
- Langue des signes.
- Latin.
- Mathématiques (pour les bacs littéraires).
- Littérature et Société.
- Langues des signes française.
- Santé et Social.
- Méthodes et pratiques scientifiques